# Corrado Manili
Corrado Manili (falecido em 1522) foi um prelado católico romano que serviu como bispo de Bagnoregio (1521–1522).

## Biografia
No dia 20 de setembro de 1521, Corrado Manili foi nomeado bispo de Bagnoregio durante o papado de Leão X, onde serviu como bispo até à sua morte em 1522.